# Gräf & Steyr NL205 M12
Gräf & Steyr NL205 M12 - jest jednym z modeli autobusów solo używanych w stolicy Austrii, Wiedniu. Produkowany przez zakład Gräf & Steyr w austriackim mieście Steyr w latach 1992–1999, jest jednym z głównych modernizacji niedostępnego w Austrii modelu niemieckiego autobusu MAN NL 202 a w samym Wiedniu używany do dziś. Niektóre sztuki autobusu zostały sprzedane albo skasowano. Wyprodukowano 190 sztuk tego autobusu.